# L'apat frugal
L'apat frugal és un aiguafort realitzat per Pablo Picasso el 1904 a París i que actualment forma part de la col·lecció permanent del Museu Picasso de Barcelona. Tot i que forma part la col·lecció permanent del museu, actualment no es troba exposat per motius de conservació. Està signat Picasso a l'angle inferior dret. Va ingressar al museu com a donatiu de l'artista el 1970.

## Descripció
Amb aquest aiguafort de 1904 que marcaria l'inici real de l'activitat de Picasso com a gravador, i una xilografia anterior feta a Barcelona el 1899-1900, comença la col·lecció de gravats del museu.
L'artista el realitza al taller del la Rue Ravignan de París, conegut com a Bateau-Lavoir, i amb l'assessorament del pintor i gravador català Ricard Canals, qui va ensenyar a Picasso la tècnica de l'aiguafort.
Picasso mostra en aquesta obra haver assolit amb gran rapidesa un mestratge tècnic del gravat clàssic, que es remunta als grans creadors com Dürer, Rembrandt i Goya.
L'àpat frugal, com la resta d'obra gravada de l'època, s'adapta a la seva producció pictòrica del període. Tant pel tema com per l'estètica, s'insereix de ple en l'època Blava.
S'hi representen de manera punyent la misèria i la desesperança. En primer terme, damunt les tovalles de la migrada taula, hi ha les restes de pa i vi. Darrere, la parella asseguda, unida en la malenconia però a la vegada allunyats, malgrat la tendra abraçada de l'home, cadascú immergit en la seva pròpia desolació. En aquest gravat es revela, un cop més, la seva atenció a la humanitat, i sobretot, als pobres i altres marginats socials, homes i dones famèlics, d'expressió passiva i apàtica, figures abatudes pel seu propi pes, immergits sovint en escenaris buits, tan
característics d'aquest primerenc període blau.
Des del punt de vista estilístic el manierisme dels personatges allargats a la manera d'El Greco, més patent en el tractament de les mans, entronca directament amb l'obra El foll.

## Tiratge
El Museu Picasso de Barcelona té la prova número 2 del segon i definitiu estat, que Picasso es quedà i que el 1970 dona al Museu.
Delâtre en va fer un primer i breu tiratge. Després, l'any 1913, Ambroise Vollard n'encarregà un altre a l'impressor Fort: L'àpat frugal és un dels gravats que van compondre la Suite dels saltimbanquis, editada i agrupada per Vollard el 1913 i de la qual van formar part, inicialment, quinze planxes acerades i tirades per Fort, gairebé tot el seu treball com a
gravador del període 1905-1906. D'aquesta suite, Vollard en va realitzar un ampli tiratge, vint-i-set o vint-i-nou exemplars sobre paper verjurat Japó i dos-cents cinquanta exemplars sobre paper vitel·la Van Gelder. Les planxes, moltes encara conservades, van ser ratllades per Fort, al llarg del 1913.
El present exemplar forma part de la donació que Picasso va fer a la ciutat de Barcelona l'any 1970. Procedent del domicili familiar del passeig de Gràcia, és un dels exemplars numerats i firmats a llapis a mà per l'artista, abans de l'aceratge de la planxa. La planxa s'havia fet servir anteriorment per a gravar un paisatge de Juan González, germà de Julio González, i va ser reutilitzada per aquest aiguafort de Picasso.
Es conserven proves de L'àpat frugal al Musée Picasso de París, al Metropolitan Museum of Art i al MoMA de Nova York, al Boston Museum of Fine Arts i a l'Institut d'Art de Chicago.

## Picasso gravador
La primera incursió de Picasso en aquest camp té lloc l'any 1899, quan grava en una planxa un picador. No se sap si per inexperiència o voluntat pròpia, l'home que sosté la pica és esquerrà, raó per la qual el titulà El zurdo. L'important és que la constància i el geni creador de Picasso el portaran, any rere any, a consolidar l'ofici fins a convertir-lo en un dels grans gravadors.
Les peces que formen la col·lecció del museu barceloní són també el viu testimoni de l'estreta relació de l'artista amb impressors tan importants com Eugène Delâtre, Louis Fort, Roger Lacourière, Aldo i Piero Crommelyck, Mourlot o Arnéra, amb cada un dels quals estableix una profitosa relació de treball. El diàleg entre gravador i impressor té com
a conseqüència un dels llegats d'obra gravada més importants de la història de les arts gràfiques.